# Comuna Lohvîn, Volodarka
Lohvîn (în ucraineană Логвин) este o comună în raionul Volodarka, regiunea Kiev, Ucraina, formată din satele Lohvîn (reședința) și Mîhailivka.

## Demografie
Componența lingvistică a comunei Lohvîn
     Ucraineană (97,9%)
     Rusă (1,75%)
     Alte limbi (0,17%)
Conform recensământului din 2001, majoritatea populației comunei Lohvîn era vorbitoare de ucraineană (97,9%), existând în minoritate și vorbitori de rusă (1,75%).